# Омскавиа
Омскавиа — бывшая российская авиакомпания, базировавшаяся в Омске и занимавшаяся (до отзыва лицензии и приостановки деятельности) разными видами авиаперевозок. Главная база — международный аэропорт «Омск-Центральный». Компания присоединилась к альянсу AirBridge, преобразованному в альянс AiRUnion летом 2005 года.

## История
Омскавиа отделилась от Аэрофлота в начале 1990-х, в это же время омское госавиапредприятие сменило форму собственности на акционерную.
1994 год внес изменения в существование омского авиаотряда, который был разделён на два акционерных общества — авиакомпанию «Омскавиа» и «Омский аэропорт». ОАО «Омскавиа» получило от предшественника малую авиацию (Ан-24, Ан-2 и несколько Ми-2) и четыре Ту-154Б, из которых летали только два.
В течение следующих пяти лет два Ту-154Б были проданы, восемь Ту-154М — приобретены. Один из приобретённых Ту-154М ранее принадлежал президенту Никарагуа Даниэлю Ортеге, его главе республики подарил Михаил Горбачёв. С кредиторами компания рассчитывалась за выручку от сдачи самолётов в аренду Ирану.
По состоянию на 2005 год авиационный флот компании насчитывал девять самолётов Ту-154М и один Ан-24РВ. Компания осуществляла грузовые и пассажирские авиаперевозки. Самолёты компании выполняли регулярные рейсы в Москву, Сочи, Нижневартовск и другие города России, а также обслуживали чартерные рейсы в страны Средиземноморья и Азию.
В начале 2000-х годов флот авиакомпании сократился до двух воздушных судов, эксплуатировавшихся на единственном маршруте из Омска в Москву и обратно.
В 2005 году авиакомпания стала частью альянса AirBridge, который, летом того же года, указом Владимира Путина, был преобразован в AiRUnion. Этому альянсу планировалось присвоить статус второго национального авиаперевозчика (помимо «Аэрофлота»).
В 2007 году авиакомпания перевезла 56,2 тыс. человек.
С 5 октября 2008 года у «Омскавиа» была отозвана лицензия. 18 ноября 2008 «Омскавиа» обратилась в арбитражный суд с заявлением признать её банкротом, а 24 ноября того же года суд начал рассмотрение дела. В январе 2009 года Росавиация аннулировала лицензию «Омскавиа». В июле 2009 года суд признал компанию банкротом и назначил конкурсное производство сроком на полгода.

## Сервис
Омскавиа совершала регулярные рейсы в Москву, Сочи и Нижневартовск в России, а также во Франкфурт, Ганновер и Кёльн в Германии. Совершались и чартеры на курорты Среднего Востока, Средиземноморья и в Таиланд.
Четыре самолета Ту-154М сдавались в аренду иранской авиакомпании Mahan Air (с 1996 года).

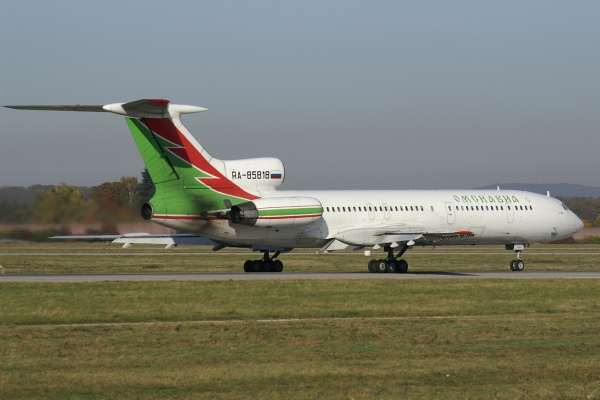
Ту-154М

## Флот
Флот Омскавиа состоял из следующих самолётов (на декабрь 2005 года):
- 1 Ан-24РВ
- 9 Ту-154М

Летом 2003 года соглашение Омскавиа с КАПО на покупку 4 новых Ту-214 было отменено из-за финансовых трудностей в авиакомпании.